# Barovier & Toso
La Barovier & Toso è una azienda vetraria di Murano a Venezia. L'attività imprenditoriale della famiglia Barovier iniziò alla metà del XIII secolo ed è per questo la sesta impresa familiare più antica del mondo tuttora in attività. Come Fratelli Barovier venne rifondata nel 1878, divenendo quindi Artisti Barovier. Nel 1942, con la fusione con le vetrerie F.lli Toso, assunse il nome attuale.

## Storia

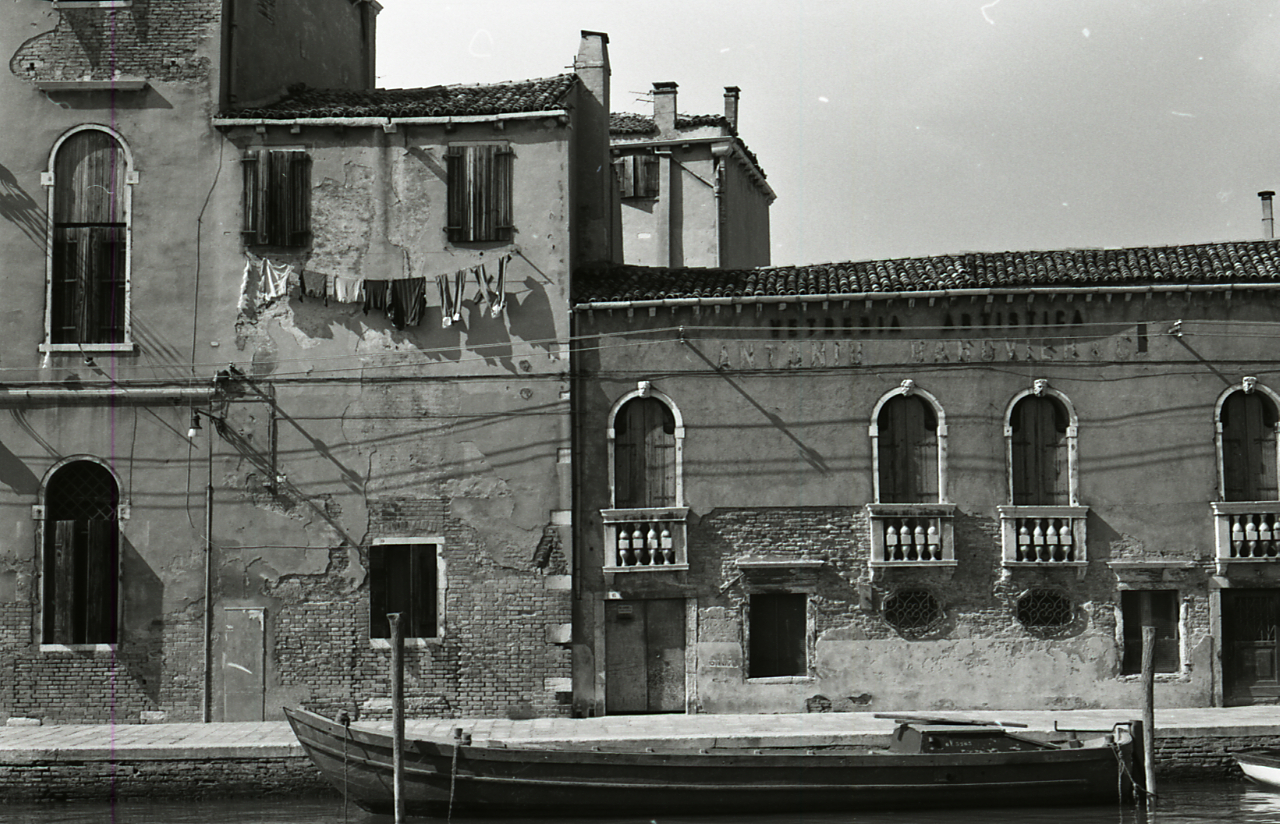
Vecchia sede della vetreria artistica Antonio Barovier a Murano (a destra). Foto di Paolo Monti, 1968.

I Barovier (citati anche come Beroverius, Boroverius, Beroviero, Beroero, Berodero e Broio) erano una famiglia di probabili origini trevigiane, sebbene il cognome potrebbe derivare da Berry, regione francese da cui provenivano numerosi soldati di ventura. Dopo aver trascorso un periodo a Castelfranco, passarono a Murano dove sin dalla metà del Duecento è documentato un Antonio di professione phiolarius (soffiatore di fiale, cioè bottiglie). Vetraio fu anche il figlio Simone, ricordato in scritti del 1310. Poco più tardi è citato un altro Antonio e suo fratello Bartolomeo; quest'ultimo dovette essere un personaggio di spicco nell'industria vetraria muranese, tant'è che in un atto del 1348 è definito Phiolarius principalis. Vanno poi ricordati i tre figli di Bartolomeo, Simone, Giuliano e Iacopo (o Iacobello), il quale, attivo anche a Padova (1416) ebbe altri dieci figli.
Non si sa pressoché nulla sull'attività dei primi Barovier. L'unica cosa certa è che realizzavano bottiglie, quindi vetri di uso comune, mentre non si hanno notizie né sulle loro vite, né sulle opere. Di certo fu questo un periodo assolutamente fortunato per l'industria vetraria muranese, in piena espansione.
Uno dei figli di Iacopo, Salvatore, è ricordato nel 1447 per aver realizzato dei vetri poi decorati da Elena De Laudo. Tuttavia è a partire da Angelo di Iacopo e dai suoi numerosi figli che si hanno notizie precise su vere e proprie produzioni artistiche.
Con la morte di quest'ultimo (1461), l'azienda passava nelle mani dei figli Marino e Maria. Il primo fu particolarmente apprezzato dai contemporanei (è citato nel Trattato del Filarete) anche come produttore di smalti da mosaico, vetri colorati e vetrate dipinte. Sua era una finestra della cappella Ballarin nella chiesa di San Pietro martire, disegnata da Bartolomeo Vivarini e andata distrutta nell'Ottocento. Alla sua morte, avvenuta attorno al 1490, gli successe il fratello Giovanni.

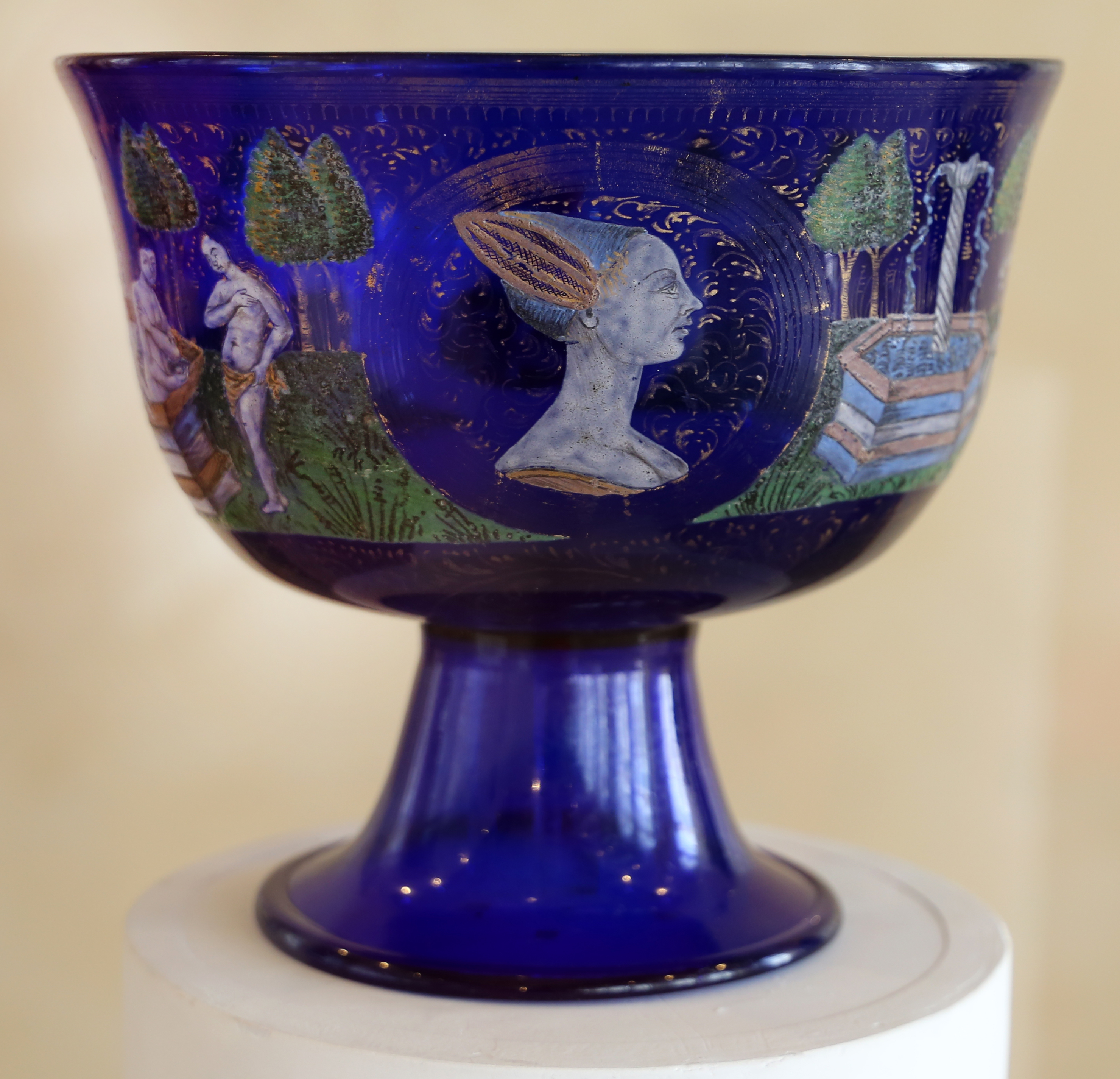
Coppa Barovier in vetro blu dipinto a smalti, con busti maschile e famminile tra cavalcata e bagno alla fonte dell'amore e giovinezza, 1460 ca.

Maria fu invece impiegata nella produzione dei vetri dipinti a smalto e a lei si attribuiscono le decorazioni della pregevole Coppa Barovier, oggi conservata nel Museo del vetro.
Ci è pervenuto un Inventario della bottega risalente al 1496. Vi sono elencati le produzioni più tipiche della fabbrica: coppe di vetro azzurro o bianco (lattimo), vasi di calcedonia, tazze di circostanza.
Altri membri della famiglia furono un altro Angelo, forse da identificare con un Anzoletto di Ludovico, noto sin dal 1494 e che lavorò per Isabella d'Este; Giovanni di Iacopo, gastaldo dell'arte nel 1500; Niccolò, giudice di Murano nel 1524 e nel 1531; Marco, altro gastaldo dell'arte (fine XVI secolo); Zuane "Campana", citato come maestro perfeto de cristali (1674); Domenico, attivo a Maiorca e citato nel 1605.
La ditta Fratelli Barovier venne rifondata nel 1878 da Benvenuto e Giuseppe Barovier, divenendo quindi Artisti Barovier. Alla fine del XIX secolo i fratelli Benvenuto e Giuseppe Barovier introducono la lavorazione detta dei murrini fusi, utilizzata per creare tessuti vitrei per opere figurative, floreale e motivi astratti.
All'inizio del XX secolo la ricerca vetraria sviluppata permette di ottenere due brevetti per la produzione del "vetro madreperla" e il "rosso corniola senza oro".
Nel 1926 Ercole Barovier, figlio di Benvenuto, assume la direzione artistica dell'azienda, che nel 1942, si fonde con le vetrerie F.lli Toso, assumendo il nome attuale di Barovier & Toso. Ercole inventò la nuova tecnica della colorazione a caldo senza fusione del vetro.
Il Palazzo Contarini a Murano, attuale sede della Barovier & Toso, ospita anche il Museo privato di arte vetraria Barovier & Toso.